# 奧克西爾 (肯塔基州)
奧克西爾（英語：Auxier）是位於美國肯塔基州弗洛伊德縣的一個人口普查指定地區。

## 人口
根據2020年美國人口普查的數據，奧克西爾的面積為2.49平方千米，當中陸地面積為2.39平方千米，而水域面積為0.10平方千米。當地共有人口715人，而人口密度為每平方千米287.15人。